# رود اکلوتنا
رود اکلوتنا (به انگلیسی: Eklutna River) رودی به‌طول ۲۲ مایل (۳۵ کیلومتر) است که در ایالات متحده آمریکا جریان دارد.